# Friede von Kardis
Der Friede von Kardis (russisch: Кардисский мир) beendete 1661 formell den Russisch-Schwedischen Krieg, einen Teilkonflikt des Zweiten Nordischen Krieges, der von 1656 bis 1658 gedauert hatte. Er wurde zwischen dem Zarentum Russland und Schweden geschlossen.

## Waffenstillstand von Valiesar
Der Waffenstillstandsvertrag von Valiesar, einem Ort südlich von Narva, wurde bereits am 20. Dezember 1658 geschlossen. Er sah vor, dass Russland zunächst für drei Jahre die eroberten Gebiete im heutigen Lettland und Estland behalten durfte: Koknese, Alūksne, Tartu, Vasknarva und einige weitere kleinere Städte.

## Friede von Kardis
Der Friedensvertrag von Kardis (heute: Kärde in der Landgemeinde Jõgeva), einem Hof im Kirchspiel Laiuse, vom 21. Junijul. / 1. Juli 1661greg. besiegelte formell den Frieden zwischen beiden Ländern und bestätigte die territorialen Veränderungen des Friedensvertrags von Stolbowo (1617). Russland war militärisch stark geschwächt. Es musste alle Gebiete zurückgeben, die es während des Krieges 1656 und 1658 erobert hatte, um einen neuerlichen Krieg gegen Schweden zu vermeiden.
Daneben sah der Friedensvertrag die Zerstörung einiger russischer Schiffe vor.